# Peter-assment
Peter-assment («Питер-ассмент») — четырнадцатая серия восьмого сезона мультсериала «Гриффины». Премьерный показ состоялся 21 марта 2010 года на канале FOX.

## Сюжет
Питер решает стать папарацци после того, как смог выгодно продать плёнку, на которую он случайно запечатлел знаменитость (Ричарда Дрейфуса), и смог провести с ним небольшое интервью. Теперь Питер, купив профессиональную видеокамеру, надоедает всем местным знаменитостям: Тому Такеру, Адаму Весту и Олли Уильямсу. Последний в гневе разбивает Питеру очки. Поэтому на следующий день Питер идёт на работу в контактных линзах. В «нового» Питера влюбляется его начальница — Анжела, которая начинает его домогаться, недвусмысленно намекая на секс. Питер рассказывает об этом Куагмиру, который переодевается в его одежду, чтобы сходить на свидание с ней вместо него. Впрочем, Анжела Куагмира совершенно не возбуждает, и Куагмир-Питер отказывается заниматься с ней любовью, из-за чего настоящего Питера увольняют.
Посмотрев фильм с Робертом Митчемом, Питер решает «разобраться» физически с Анжелой, и в воинственном настрое приезжает к её дому, где обнаруживает свою начальницу на грани смерти — та дышит выхлопными газами в своём гараже. Питер спасает Анжелу, и та признаётся ему, что у неё больше нет надежды устроить свою личную жизнь: последний мужчина был у неё десять лет назад. Питер решает помочь ей и устраивает Анжеле свидание с «Реджинальдом» — англичанином из высшего общества (роль которого играет сам). Свидание постепенно перетекает в секс (Анжела грозится покончить с собой в случае отказа), и Питер идёт на это, возвращая Анжеле волю к жизни. Анжела узнаёт под личиной Реджинальда Питера, и берёт его обратно на работу.
Позднее выясняется, что под личиной Реджинальда-Питера скрывался Морт Голдман.
Тем временем Стьюи выступает в школьной театральной постановке, но у него обнаруживается «боязнь сцены».

## Создание
Автор сценария: Крис Шеридан
Режиссёр: Джулиус Ву
Композитор:
Приглашённые знаменитости: Макс Баркхолдер (в роли доктора-ребёнка), Харви Левин (камео), Уилл Шэдли (в роли певца-ребёнка), Кэрри Фишер (в роли Анжелы, начальницы Питера) и Ричард Дрейфус (камео)

## Интересные факты